# Glipa annulata
Glipa annulata es una especie de coleóptero de la familia Mordellidae. Presenta las siguientes subespecies:
- Glipa annulata annulata
- Glipa annulata gracilis
- Glipa annulata kotoensis
- Glipa annulata nipponica

## Distribución geográfica
Habita en Asia.